# Břežany I
Břežany I település Csehországban, a Kolíni járásban. Břežany I Velim, Plaňany, Křečhoř, Libodřice és Cerhenice településekkel határos. Lakosainak száma 317 fő (2024. január 1.).

## Népesség
A település lakosságának változását az alábbi diagram mutatja:
| Lakosok száma | 831  | 802  | 754  | 438  | 361  | 299  | 313  | 319  | 297  | 317  |
|               | 1869 | 1900 | 1921 | 1961 | 1980 | 2011 | 2016 | 2019 | 2021 | 2024 |